# チャロン・ポカパン・フーズ
チャロン・ポカパン・フーズ(Charoen Pokphand Foods 略称はCPF)は、タイの食品関連企業。チャロン・ポカパン（CP）グループの中核企業で、タイ国内における最大の食品企業でもある。

## 概要
1978年に設立されたCharoen Pokphand Feedmillを前身とする。当初は養殖エビ用の飼料製造・販売を手掛けていたが、その後はエビの養殖・販売や鶏肉の生産・加工・販売なども取り扱うようになった。1987年にはSETへの上場を果たした。
アジア通貨危機後、CPグループは経営改革に着手したが、CPFは中核企業として存続し、アグロインダストリー関連企業を傘下に収めていった。
1999年に現在の社名へと変更。

### 特徴
安全性については、鶏肉加工品を例に挙げると、まず鶏は閉鎖式の養鶏場で生産することによって外部からの病気感染を防ぎ、工場内に運び込まれてからも、加工の工程は品質・衛生管理が厳格に行われる。そのため、工場外部の人間は雑菌を持ち込む恐れがあるため加工工程の現場に入ることができない。食の安全性への取り組みは、21世紀に入り世界で話題になるよりもずっと前、加工食品を取り扱うようになった1987年当初から、意識して行っている。
国外販売については、例えば鶏を殺す際にはイスラム教に即した儀式を行い、できるだけ苦しまない殺し方を取るといったように、イスラム教徒や動物愛護団体からのクレームを避けることを意識するといったことを行っている。
こうした行動の結果として、例えば2005年にEUが肉加工製品の品質管理などを変更した際、タイの多くの企業が輸出停止となる中で、CPFだけは輸出を継続して行っていたという。

## 販売先・提携先
主な販売先は、トルコやEU、米国、日本、中国など。
提携先としては、セブンイレブン・ジャパンなどがある。